# Cyrtarachne bigibbosa
Cyrtarachne bigibbosa là một loài nhện trong họ Araneidae.
Loài này thuộc chi Cyrtarachne. Cyrtarachne bigibbosa được Eugène Simon miêu tả năm 1907.